# アラン・ヤング
アラン・ヤング（Allan Young、1938年 - ）は、アメリカ合衆国の人類学者・医学者。

## 経歴
- 1938年アメリカ合衆国ペンシルベニア州フィラデルフィア生まれ。
- 1959年ペンシルベニア大学人類学部卒業。
- 1974年同大学人類学部博士（Ph.D）。
- 2007年7月慶應義塾大学社会学研究科特別招聘教授として一ヶ月間日本に滞在した。

現在、カナダ・マッギル大学医療社会研究学科主任教授。PTSDの歴史に関する研究者として知られ、1995年The Harmony of Illusionsを著し、1998年度ウェルカム医療人類学賞を受賞した。その他、妖術・呪術の文化人類学的研究、非西欧社会の医療人類学、先端医療技術、バイオポリティクスの研究者として知られる。

## 業績
- Living and working with the new medical technologies : intersections of inquiry / edited by Margaret Lock, Alan [i.e. Allan] Young, Alberto Cambridge University Press, 2000